# Rivas Ecópolis
El Baloncesto Rivas CDE, o Rivas Ecópolis Basket, es un club español de baloncesto femenino. Viste de rojo, y juega en la LF, en el Polideportivo Cerro del Telégrafo de Rivas-Vaciamadrid.
Fue creado en 1993 como la sección femenina del CD Covíbar. Posteriormente se convirtió en un club independiente, y en 2004 debutó en Primera. Descendió, pero regresó en 2006 y desde 2009 ha sido uno de los equipos punteros de la liga, con un subcampeonato de Europa (2012) y dos Copas de la Reina (2011, 2013).

## Palmarés

### Torneos internacionales
- Euroliga Femenina:
  - Subcampeón en 2011-12

### Torneos nacionales
- Liga Femenina de Baloncesto (1): 2013-14
  - Subcampeón en 2012-13
- Copa de la Reina (2): 2010-11 y 2012-13
  - Subcampeón en 2013-14
- Supercopa de España:
  - Subcampeón en 2011, 2013 y 2014

## Plantilla 2013-14
- Bases: Clara Bermejo (1,78), Lucía Togores (1,76), Marta Hermida (1,75), Gaby Ocete (1,70)
- Escoltas: Queralt Casas (1,78),  Frida Eldebrink (1,75)
- Aleros: Vega Gimeno (1,85)
- Ala-pívots: Laura Nicholls (1,89), Cecilia Muhate (1,87),  Rachel Allison (1,86), Inés Mata (1,85), Laura Quevedo (1,84)
- Pívots:  Jasmine Hassel (1,86), Laura Gil (1,92),  Louice Halvarsson (1,90),  Nicole Murugarren (1,87)

Entrenador: José Ignacio Hernández